# 王室歌
王室歌（おうしつか、英語：Royal Anthem）とは、各々の国家の君主及び王室を称える歌を言う。

## 概要
王族が公の場に姿を現す時や、王室にとって重大な式典を執り行う際に演奏される事が多い。世界の何ヶ国かは王室歌をそのまま国歌として使用しているが、大部分では王室歌と国歌は別のものを使用している。

## 世界各国の主な王室歌
- 『国王陛下万歳』 - イギリス、オーストラリア、ニュージーランド、カナダ、ジャマイカ、バハマ、マン島（事実上の国歌でもある）
- 『国王歌』 - スウェーデン
- 『国王の歌』 - ノルウェー
- 『クリスチャン王は高き帆柱の傍に立ちて』 - デンマーク
- 『国王行進曲』 - スペイン（国歌でもある）
- 『国王賛歌』 - タイ王国
- 『君が代』 - 日本（国歌でもある）